# Glen Crowe
Glen Crowe (Dublin, 25 december 1977) is een Ierse voetballer, die, voor de 2e keer in zijn carrière, uitkomt voor Bohemians in Ierland. Hij werd tweemaal opgeroepen voor de Ierse nationale ploeg.

## Carrière
Glen begon zijn carrière bij Wolves en scoorde meteen tegen Charlton Athletic in mei 1996. Hij werd uitgeleend aan Cardiff City, Exeter City en Plymouth Argyle, alvorens terug te keren naar Dublin in 1999, om bij de Bohs te gaan spelen.
In zijn eerste seizoen voor Bohemians werd Crowe topscorer van zijn ploeg met 9 doelpunten. Het daaropvolgende seizoen (2000/01) vormde hij een uiterst efficiënt duo met Trevor Molloy en brak hij het topscorer-record door 25 doelpunten te maken (35 in alle competities). Bohemians won hierdoor de titel voor de eerste keer sinds 1978 en de FAI Cup. Het was de eerste dubbel sinds 1928. Crowe scoorde ook in de UEFA cup-match tegen 1. FC Kaiserslautern, zowel uit als thuis. Dankzij zijn goede vormpeil werd hij opgeroepen voor de Ierse nationale ploeg door Mick McCarthy in de zomer van 2001 voor de kwalificatiematchen tegen Portugal en Estland. Hij kwam echter niet aan spelen toe.
Crowe was de eerste voetballer in 16 jaar die opgeroepen werd om te spelen voor de nationale ploeg, die uitkwam in de Ierse competitie, toen Don Givens hem in november 2002 selecteerde voor een vriendschappelijke wedstrijd tegen Griekenland. Zijn tweede selectie kwam er in april 2003, toen hij op Lansdowne Road laat inviel tijdens een vriendschappelijke wedstrijd tegen Noorwegen.
Glen Crowe speelde weer een belangrijke rol in het behalen van de tweede titel (2003) in 3 jaar tijd voor de Bohs, maar verliet de club in december 2004 voor aartsrivaal Shelbourne, waar hij een gevreesd duo vormde met Jason Byrne. In november 2006 behaalde hij er zijn derde Ierse titel. Ironisch genoeg scoorde net hij de winnende goal tegen Bohemians om de Shels hun derde titel in 4 seizoenen te bezorgen.
Begin 2007 tekende hij een nieuw contract bij Bohemians, waar hij nog steeds bewijst dat hij het scoren niet is afgeleerd. Sinds 19 april 2007 heeft hij 145 goals gemaakt voor Bohemians in alle competities en de hattrick die hij maakte op 11 mei 2007 tegen Longford Town bracht hem in de lijst van 10 beste doelschutters in de Ierse Premier Division.